# Tillandsia balbisiana
Tillandsia balbisiana es una especie de planta epífita dentro del género  Tillandsia de la  familia de las bromeliáceas.

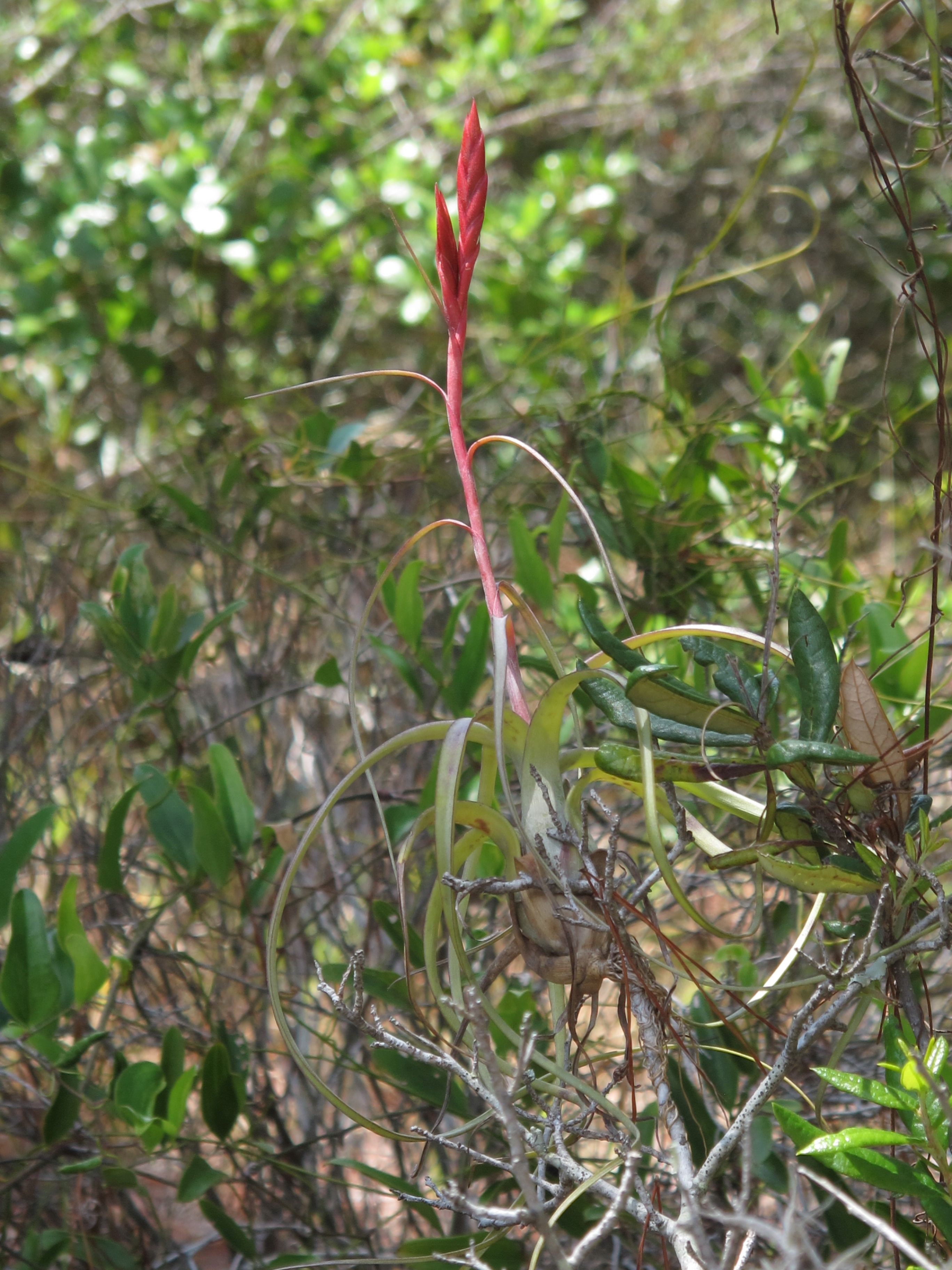
Vista de la planta

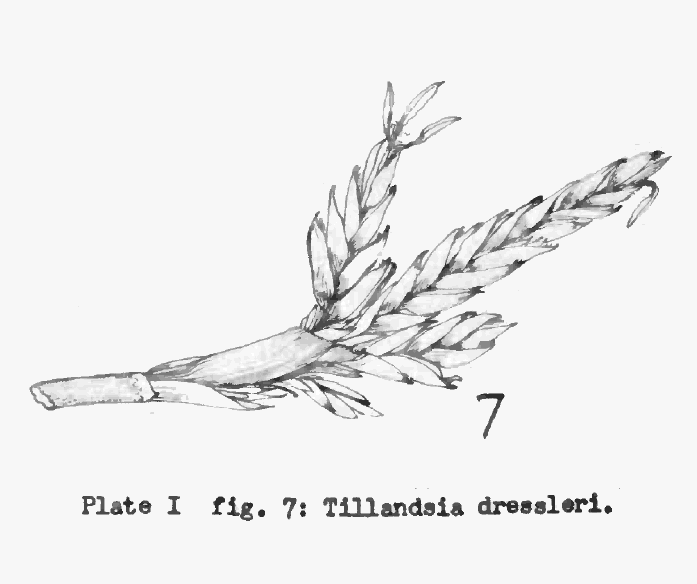
Ilustración

## Descripción
Son planta acaulescentes, que alcanzan un tamaño de 10–60 cm de alto. Hojas de 23–51 cm de largo; vainas de 2–3 (–3.5) cm de ancho, pálidas, con indumento adpreso- a subpatente-lepidoto denso; láminas angostamente alargado-triangulares, 0.8–1.3 cm de ancho, densamente adpreso- a subpatente-lepidotas. Escapo (12–) 16–27 (–40) cm de largo, brácteas con vainas abrazadoras más largas que los entrenudos; inflorescencia pinnada a subdigitado compuesta o raramente simple, erecta, brácteas primarias 2–5 (–15) cm de largo, desde más largas que las espigas hasta más cortas; espigas 3–10 cm de largo, con hasta 9 flores, erectas a ligeramente divergentes, brácteas florales 1.7–2.3 cm de largo, imbricadas, erectas a divergentes en la antesis, ecarinadas a carinadas, frecuentemente nervadas marginal y apicalmente o raramente nervadas por completo, indumento lepidoto esparcido, cartáceas a subcoriáceas, flores sésiles; sépalos 1–1.7 cm de largo, los 2 posteriores carinados y connados menos de la 1/2 de su longitud, libres del sépalo anterior; pétalos púrpuras. Los frutos en cápsulas 2.5–5 cm de largo.

## Distribución y hábitat
Es una especie común, que se encuentra en los matorrales, bosques caducifolios, bosques de pino-encinos, bosques perennifolios, a una altitud de 0–900 (–1100) m; fl may–sep, fr la mayor parte del año; desde Estados Unidos (Florida) y México hasta el norte de Sudamérica, también en las Antillas.

## Cultivares
- Tillandsia 'Dura Flor'[11]
- Tillandsia 'Florida'[11]
- Tillandsia 'Polly Ellen'[11]
- Tillandsia 'Red Fountain'[11]
- Tillandsia 'Royale'[11]
- Tillandsia 'Timm'[11]

## Taxonomía
Tillandsia balbisiana fue descrita por Schult. & Schult.f. y publicado en Systema Vegetabilium 7(2): 1212. 1830.
Etimología
Tillandsia: nombre genérico que fue nombrado por Carlos Linneo en 1738 en honor al médico y botánico finlandés Dr. Elias Tillandz (originalmente Tillander) (1640-1693).
balbisiana: epíteto
Sinonimia
- Platystachys digitata Beer
- Tillandsia cubensis Gand.
- Tillandsia dressleri L.B.Sm.
- Tillandsia urbaniana Wittm.	[12][13]